# Talode
Talode là một thành phố và là nơi đặt hội đồng đô thị (municipal council) của quận Nandurbar thuộc bang Maharashtra, Ấn Độ.

## Địa lý
Talode có vị trí 20°29′B 74°50′Đ / 20,48°B 74,83°Đ Nó có độ cao trung bình là 366 mét (1200 feet).

## Nhân khẩu
Theo điều tra dân số năm 2001 của Ấn Độ, Talode có dân số 25.034 người. Phái nam chiếm 51% tổng số dân và phái nữ chiếm 49%. Talode có tỷ lệ 60% biết đọc biết viết, cao hơn tỷ lệ trung bình toàn quốc là 59,5%: tỷ lệ cho phái nam là 68%, và tỷ lệ cho phái nữ là 52%. Tại Talode, 13% dân số nhỏ hơn 6 tuổi.